# Vigo Rugby Club
Maillots
Le Vigo Rugby Club, également appelé Vigo RC ou VRC, est un club de rugby à XV espagnol situé à Vigo. Fondé en 1988, il est présidé par Ramon Babé et il évolue actuellement en Ligue régionale galicienne.